# Pont-du-Navoy
Pont-du-Navoy là một xã trong vùng hành chính Franche-Comté, thuộc tỉnh Jura, quận Lons-le-Saunier (quận), tổng Champagnole. Tọa độ địa lý của xã là 46° 43' vĩ độ bắc, 05° 46' kinh độ đông. Pont-du-Navoy nằm trên độ cao trung bình là 480 mét trên mực nước biển, có điểm thấp nhất là 463 mét và điểm cao nhất là 741 mét. Xã có diện tích 9.46 km², dân số vào thời điểm 1999 là 226 người; mật độ dân số là 24 người/km².

## Thông tin nhân khẩu
| 1962 | 1968 | 1975 | 1982 | 1990 | 1999 |
| ---- | ---- | ---- | ---- | ---- | ---- |
| 223  | 243  | 274  | 245  | 230  | 226  |